# Sugar

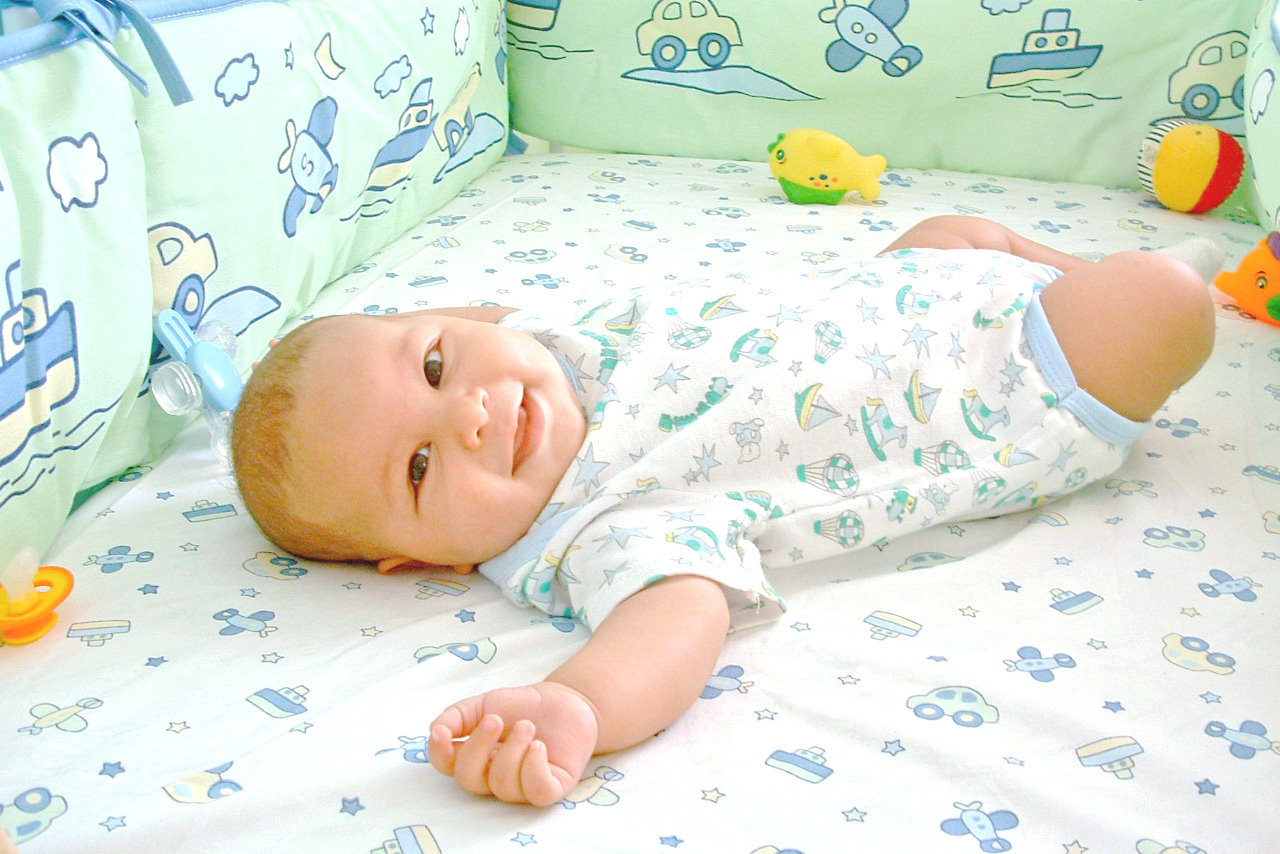
Sugar

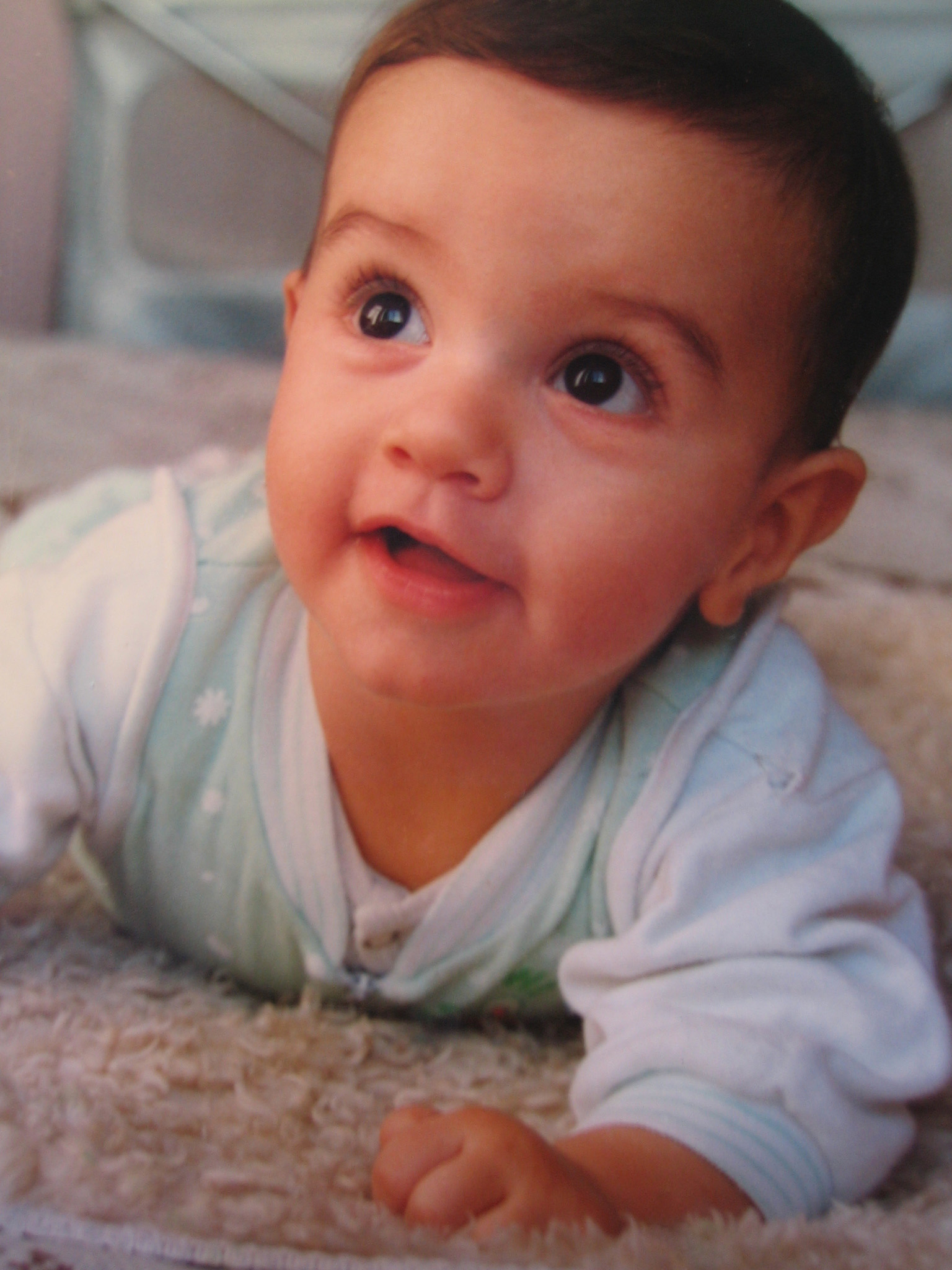
Un bebeluș de patru luni

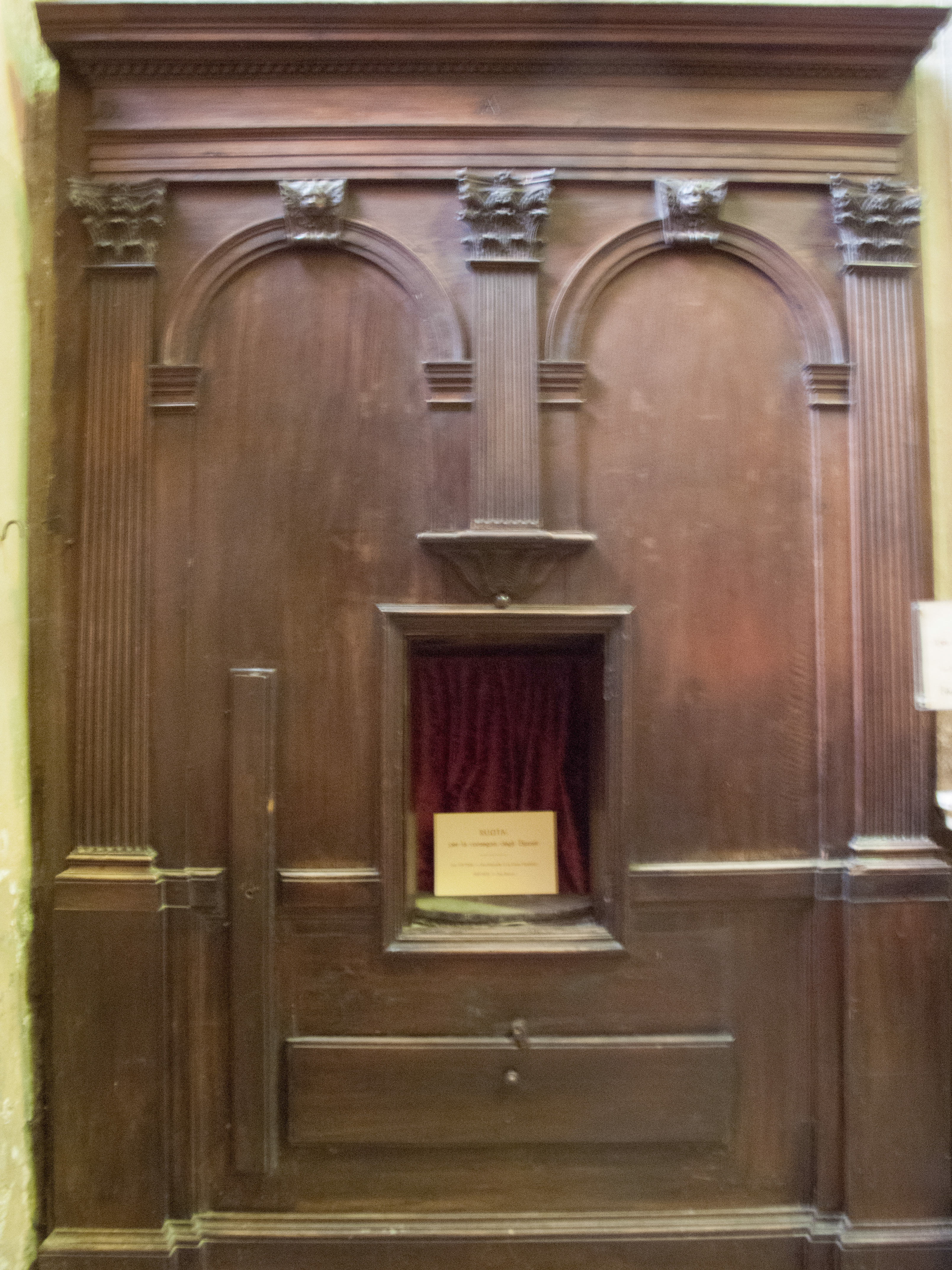
Sertar cu bebeluș din Italia

Sugar este o noțiune care se referă la un copil bebeluș din grupa de vârstă cuprinsă între 28 de zile și un an. Denumirea este sugestivă pentru modul inițial de alimentație, specific vârstei, prin supt (care este un act reflex). Perioada de sugar este precedată de perioada de nou-născut (care este cuprinsă între naștere și a 28-a zi de viață) și este urmată de perioada de copil mic (cuprinsă între vârsta de 1 și 3 ani).
Alăptarea exclusivă este recomandată în primele 6 luni de viață ale bebelușului, cel puțin până începe diversificarea alimentației. Așadar, oprirea alăptării poate avea loc oricând între 6 luni și vârsta de 2-3 ani. 